# 1996 في اليونان
فيما يلي قوائم الأحداث التي وقعت خلال عام 1996 في اليونان.

## سياسة

### تعيين في المنصب
- 1 يناير – بروكوبيس بافلوبولوس عضو البرلمان اليوناني.
- 1 يناير – درة باكويانيس عضو البرلمان اليوناني.
- 22 يناير – إيفانغيلوس فينيزيلوس Minister of Justice of Greece ‏،Minister of Culture of Greece ‏.

### انتهاء فترة المنصب
- 1 يناير – أندرياس باباندريو عضو البرلمان اليوناني،رئيس وزراء اليونان.
- 1 يناير – درة باكويانيس عضو البرلمان اليوناني.
- 22 يناير – إيفانغيلوس فينيزيلوس Minister of Transports and Communications of Greece ‏،Minister of Justice of Greece ‏.
- 22 يناير – كارولوس بابولياس وزير الخارجية [الإنجليزية]‏.

## رياضة
- 9 يونيو – طواف إيطاليا 1996 الفائزون Carrera-Longoni Sport 1996 ‏، بافل تونكوف، ماريانو بيكولي، فابريزيو غيدي، أبراهام أولانو، Enrico Zaina [الإنجليزية]‏.

## مواليد

### أبريل
- 8 أبريل – أنا كوراكاكي لاعبة رماية من اليونان.

## وفيات

### مارس
- 18 مارس – أوديسو إليتيس (مواليد 1911)

### يونيو
- 23 يونيو – أندرياس باباندريو (مواليد 1919) سياسي يوناني.